# Верхньобистрянська сільська рада
| Верхньобистрянська сільська рада — колишній орган місцевого самоврядування у Міжгірському районі Закарпатської області з адміністративним центром у с. Верхній Бистрий. Сільській раді були підпорядковані населені пункти: - с. Верхній Бистрий |

## Склад ради
Рада складалася з 16 депутатів та голови.

## Керівний склад сільської ради
| ПІБ                    | Основні відомості                                                                           | Дата обрання | Дата звільнення |
| ---------------------- | ------------------------------------------------------------------------------------------- | ------------ | --------------- |
| Жабляк Руслана Юріївна | Сільський голова, 1971 року народження, освіта                                              | 26.03.2006   | 31.10.2010      |
| Жабляк Руслана Юріївна | Сільський голова, 1971 року народження, освіта середня спеціальна, член партії Єдиний Центр | 31.10.2010   |                 |

Примітка: таблиця складена за даними джерела

## Населення
За переписом населення України 2001 року в сільській раді мешкало 1246 осіб.

### Мова
Розподіл населення за рідною мовою за даними перепису 2001 року:
| Мова       | Відсоток |
| ---------- | -------- |
| українська | 99,12 %  |
| російська  | 0,80 %   |
| білоруська | 0,08 %   |